# Kompozycja (sztuki wizualne)

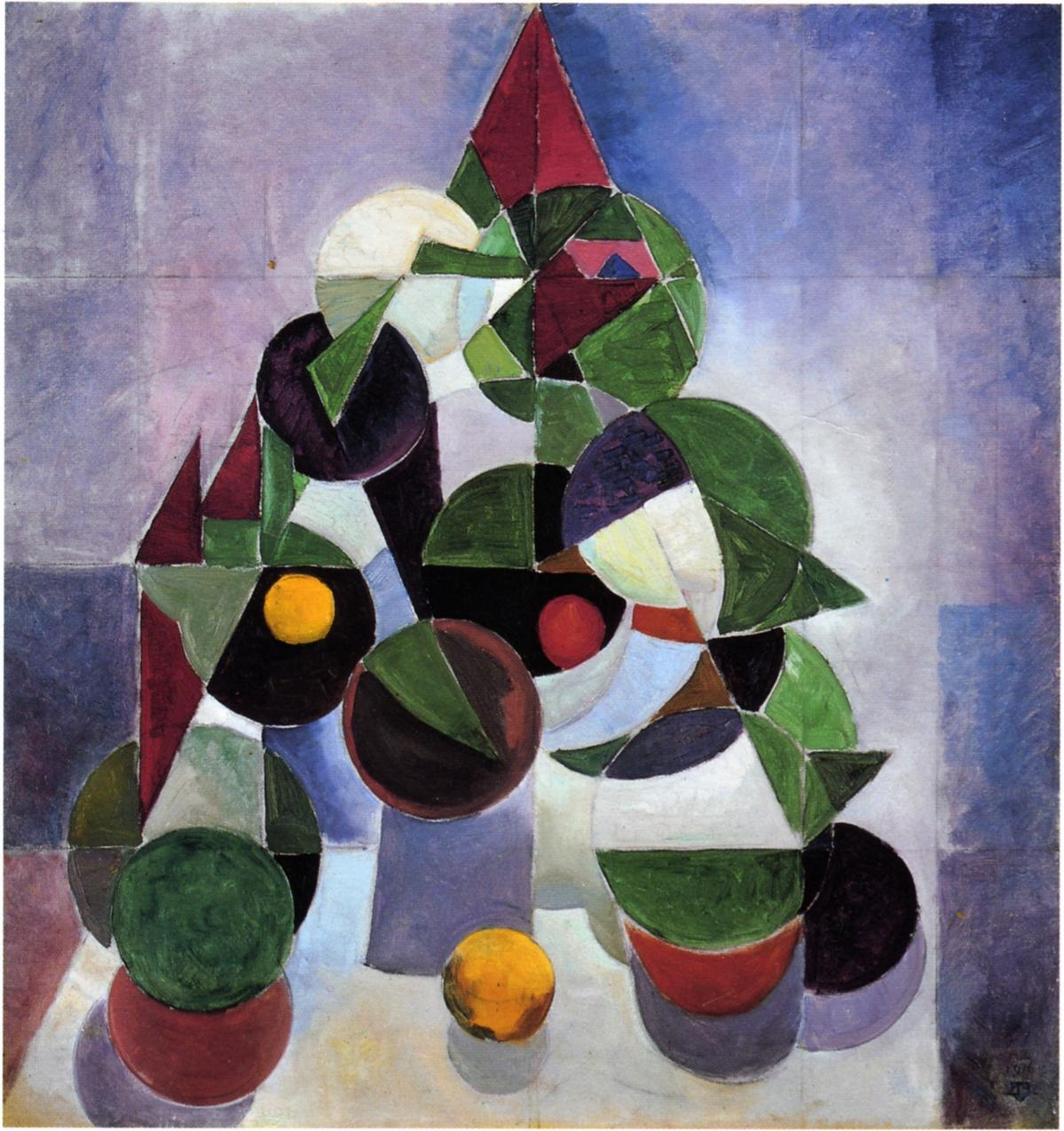
Theo van Doesburg, Kompozycja I, olej na płótnie, 1916 r.

Kompozycja – układ elementów zestawionych ze sobą w taki sposób, aby tworzyły one harmonijną całość. Kompozycją określa się również samo dzieło, zawierające połączone ze sobą składniki.
Celem kompozycji jest osiągnięcie zamierzonego efektu plastycznego poprzez umiejętne dobranie kolorów, kształtów, proporcji, faktur i położenia przedstawianych elementów, czasem na drodze porządkowania podobnych do siebie składników, a kiedy indziej poprzez zestawianie ich na zasadzie kontrastu. W kompozycji wykorzystuje się też często pewne konstrukcje znane z geometrii takie jak symetria czy złoty podział.
W historii sztuki występowały epoki, które określały bardzo ściśle zasady poprawnej kompozycji. Przykładem mogą być porządki architektury klasycznej. Dzisiejsza sztuka kompozycji, przyjęła pewne ogólne założenia z wcześniejszych epok, ale pozostawia artystom więcej swobody i nie narzuca gotowych rozwiązań.

## Elementy kompozycji
Do podstawowych elementów kompozycji należą:
- Linia – jej podstawowym zadaniem jest stanowienie konturu dla przedstawianych obiektów. Gdy jest wyraźna obraz nazywamy linearnym. Linia może też pełnić funkcję dekoracyjną, układać się w ornamenty, motywy florystyczne czy obramowania partii obrazu.
- Kształt/bryła – za ich pomocą konstruowane są przedstawiane obiekty. Pojedyncze formy geometryczne mogą zostać wyeksponowane, tak jak w obrazach kubistycznych, mogą być też ukryte i subtelnie łączone ze sobą, by wiernie odtworzyć rzeczywistość.
- Kolor – to dopełnienie każdego obrazu. Wpływa na nastrój dzieła i jego oddziaływanie na odbiorcę. Kolor jest narzędziem ekspresji autora. Dobór gamy barwnej zależy od fantazji twórcy, jak również przedstawianego tematu, celu dzieła.
- Faktura (struktura) – wybór faktury wynika z użytego medium. W przypadku obrazów wykonywanych tradycyjnymi metodami wiąże się ona bezpośrednio z techniką malarską lub rysunkową, zastosowanym podłożem i środkami zabezpieczającymi obraz. Jeśli chodzi o tworzenie grafiki komputerowej, dobór uzależniony jest wyłącznie od wyobraźni artysty i przeznaczenia dzieła.
- Światłocień – tworzy nastrój dzieła, pozwala wydobyć z niego te fragmenty, na które autor chce zwrócić szczególną uwagę, natomiast mniej istotne partie pomaga ukryć. Ostry kontrast jasnych i ciemnych partii obrazu pogłębia dramatyzm ukazanego tematu, zaś bardziej stonowany światłocień wywołuje wrażenie spokoju.
- Perspektywa – to jeden ze sposobów na pokazanie głębi w obrazie, co ma służyć urealnieniu przedstawianych treści[1].

## Rodzaje kompozycji
Rodzaje kompozycji wyróżniane są najczęściej na podstawie układu elementów danego dzieła. Wyodrębnić można takie przykłady, jak:
- kompozycja otwarta i kompozycja zamknięta
- kompozycja statyczna i kompozycja dynamiczna
- kompozycja rytmiczna
- kompozycja symetryczna i kompozycja asymetryczna
- kompozycja rzędowa, kompozycja pasowa i kompozycja kulisowa
- kompozycja diagonalna, kompozycja horyzontalna i kompozycja wertykalna
- kompozycja abstrakcyjna i kompozycja realistyczna
- kompozycja dośrodkowa i kompozycja odśrodkowa